# Ralph Boschung
 (mai 2023).
Si vous disposez d'ouvrages ou d'articles de référence ou si vous connaissez des sites web de qualité traitant du thème abordé ici, merci de compléter l'article en donnant les références utiles à sa vérifiabilité et en les liant à la section « Notes et références ».
Ralph Boschung, né le 23 septembre 1997 à Monthey, en Suisse, est un pilote automobile suisse qui participe en 2023 au championnat de Formule 2 avec l’écurie espagnole Campos Racing.

## Biographie

### Débuts en championnats allemands (2012-2014)
Après des débuts prometteurs en karting en Suisse et en Europe, Ralph Boschung commence sa carrière en monoplace en 2012 en Formule BMW Talent Cup. Il récolte une victoire lors de la grande finale sur la Motorsport Arena Oschersleben, et termine 5e du championnat avec 37 points.
En 2013, Boschung s'engage en ADAC Formel Masters avec l'écurie Team KUG Motorsport. Il s'impose sur le Slovakiaring et obtient six podiums. Il termine à la 7e place du championnat. 
L'année suivante, il participe à sa deuxième saison et passe chez Lotus. Il obtient 8 podiums et termine de nouveau 7e du championnat.

### GP3 Series (2015-2016)
En début d'année 2015, Ralph Boschung s'engage en GP3 Series avec Jenzer Motorsport. Il monte sur le podium lors de la course sprint à Silverstone. Il termine à la onzième place du championnat avec 28 points.
En 2016, il change d'équipe pour Koiranen GP. Il remporte la course principale, sur le Red Bull Ring. Il ne dispute cependant pas la deuxième partie de saison, se contentant de la manche italienne. Il termine à nouveau 11e du championnat, avec 48 points.

### Formule 2 (2017-2023)

#### 7 saisons dans trois équipes différentes
En 2017, Boschung est engagé dans le nouveau championnat de Formule 2 en signant chez Campos Racing. Ses coéquipiers sont nombreux à se succéder, comme Stefano Coletti, Robert Vișoiu ou Álex Palou. Il laisse cependant sa place à Lando Norris lors de la dernière manche sur le Circuit Yas Marina. Il termine dix-neuvième avec 11 points. 
En 2018, il signe chez MP Motorsport aux côtés de Roberto Merhi. Cependant en fin de saison, il laisse de nouveau sa place pour les deux dernières manches au jeune Niko Kari. Il termine dix-huitième avec 17 points. 
En 2019, il change à nouveau d'équipe pour Trident Racing mais sa saison est perturbée par des problèmes financiers qui l'obligent à céder son baquet pour plusieurs manches. En Italie, il cède sa voiture à son coéquipier Giuliano Alesi (la sienne ayant été saisie par la justice belge dans l'enquête sur l'accident mortel d'Anthoine Hubert survenu une semaine plus tôt à Spa-Francorchamps). Il termine dix-neuvième avec 3 points.

#### Poursuite avec Campos Racing
En 2021 il décide de poursuivre son aventure avec Campos Racing et effectue une saison complète au sein de l'écurie. Il monte à deux reprises sur le podium et marque ses premiers points avec cette écurie.

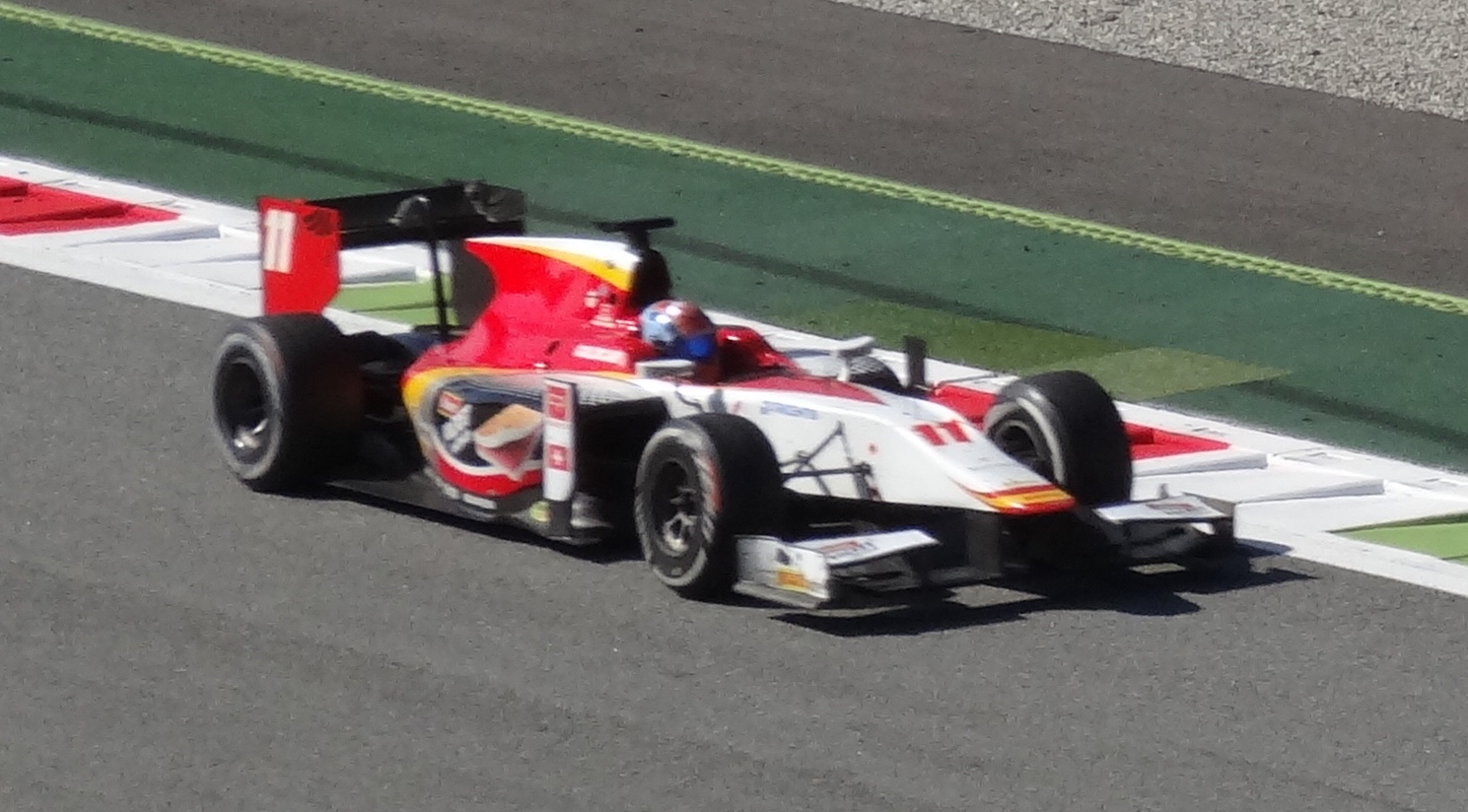
Boschung en Formule 2 en 2017 à Monza
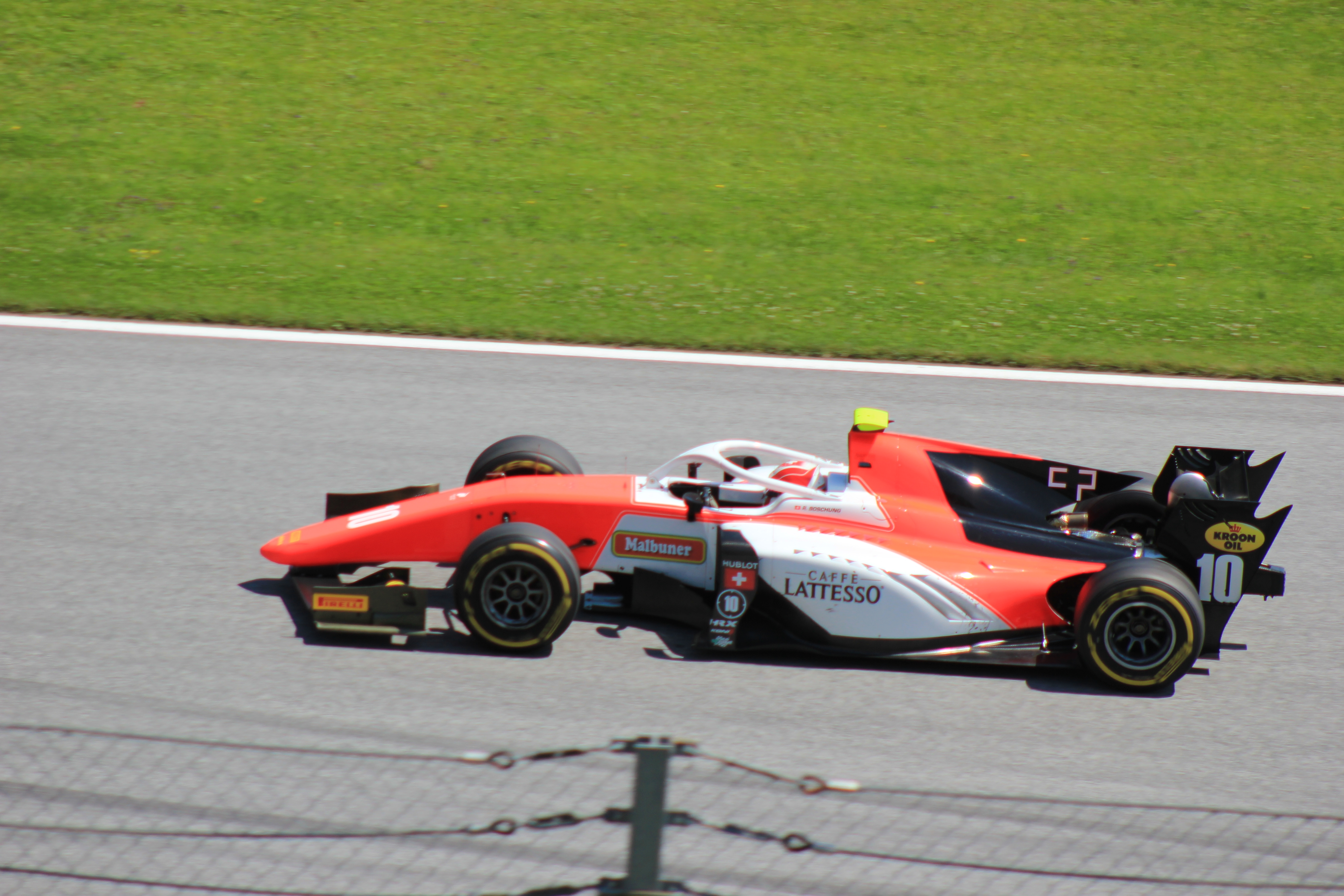
Boschung en Formule 2 en 2018 à Spielberg
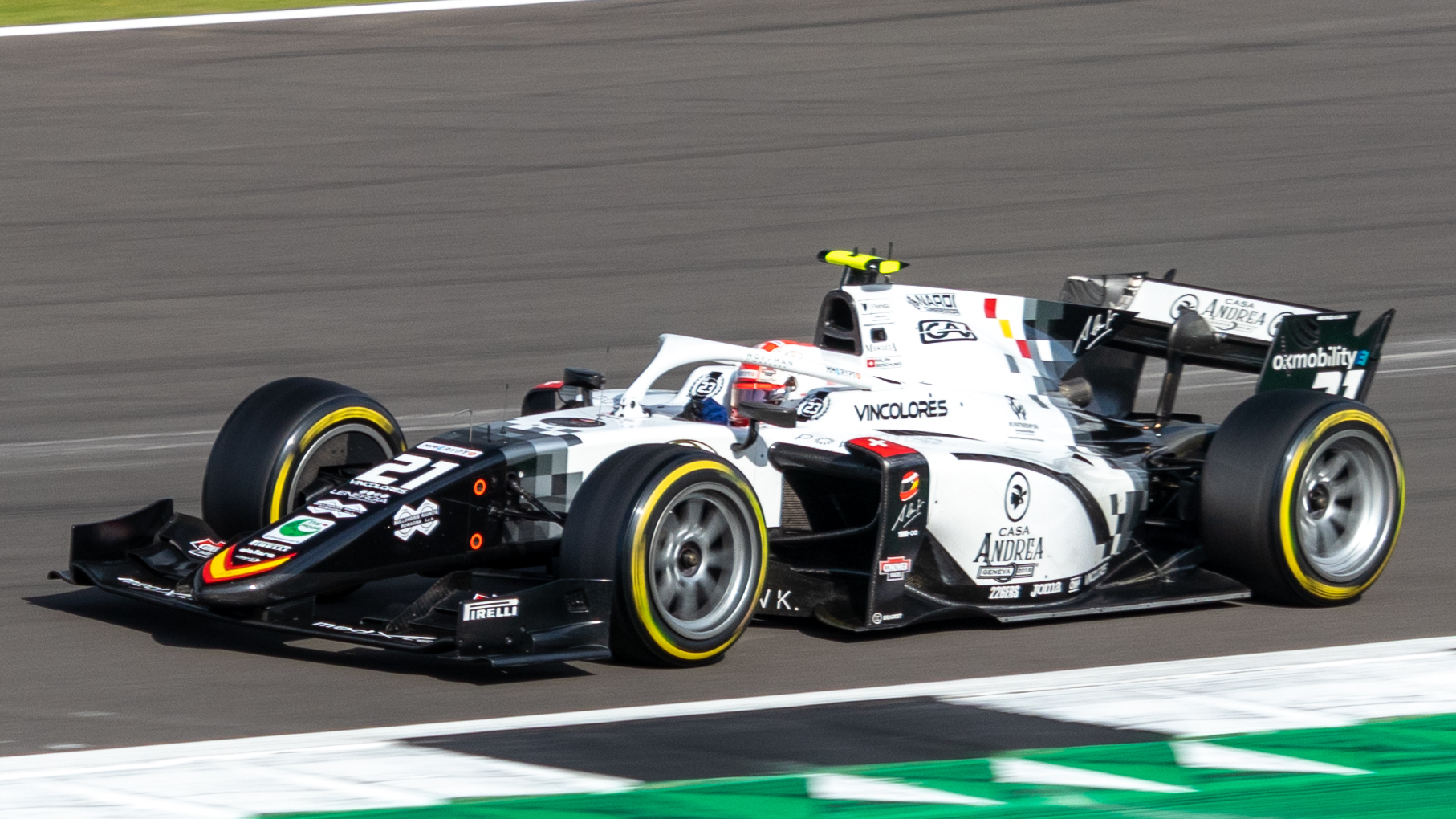
Boschung en Formule 2 en 2021 à Silverstone
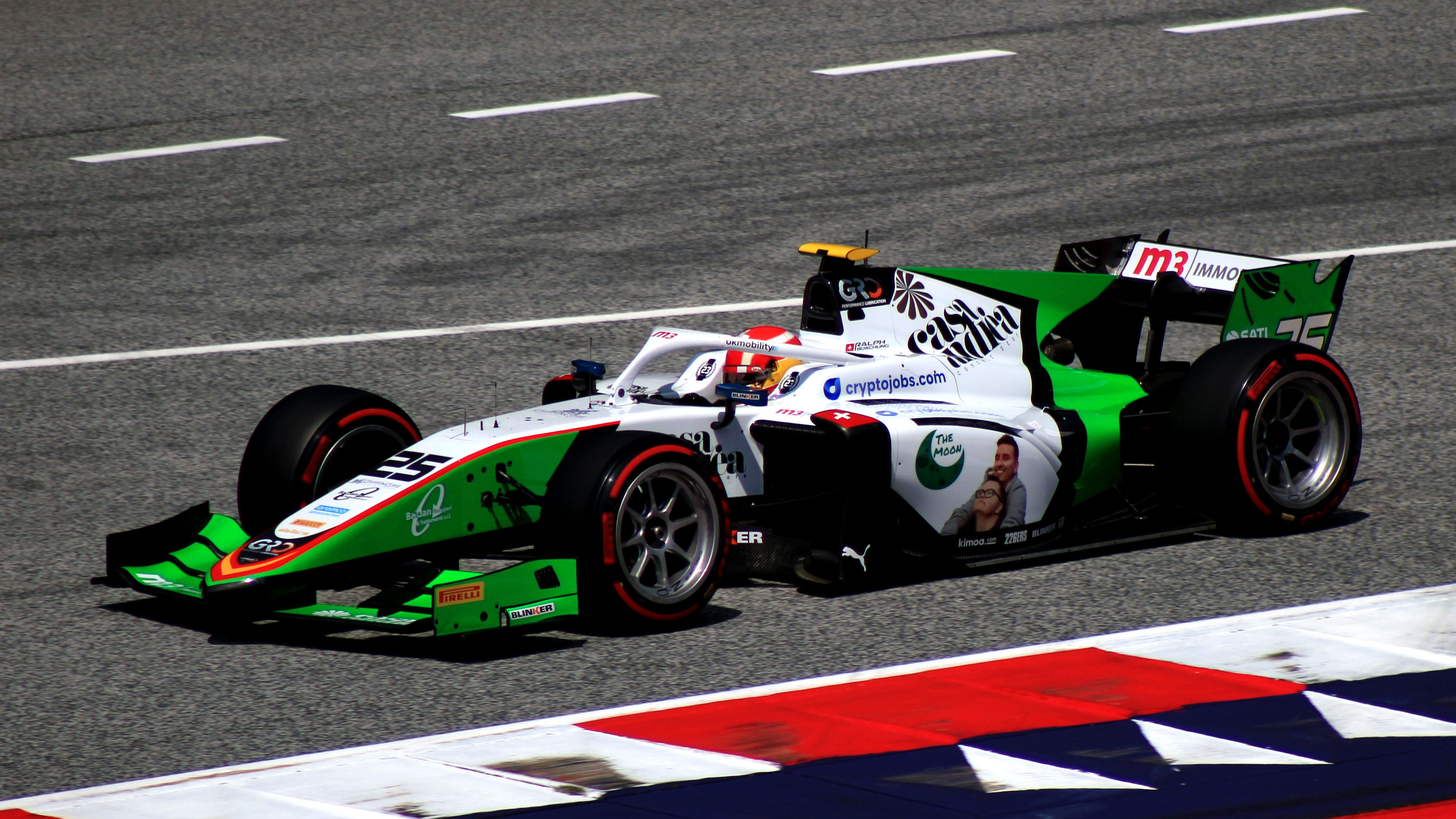
Boschung en Formule 2 en 2023 à Spielberg

## Carrière

### Résultats en monoplace
| Saison | Championnat            | Écurie              | Courses | Victoires | Pole positions | Meilleurs tours | Podiums | Points | Classement |
| ------ | ---------------------- | ------------------- | ------- | --------- | -------------- | --------------- | ------- | ------ | ---------- |
| 2012   | Formule BMW Talent Cup | pas d'écurie        | 3       | 1         | 0              | 0               | 1       | 37     | 5e         |
| 2013   | ADAC Formel Masters    | Team KUG Motorsport | 24      | 1         | 0              | 1               | 6       | 122    | 7e         |
| 2014   | ADAC Formel Masters    | Lotus               | 24      | 0         | 0              | 1               | 8       | 160    | 7e         |
| 2015   | GP3 Series             | Jenzer Motorsport   | 18      | 0         | 0              | 0               | 1       | 28     | 11e        |
| 2016   | GP3 Series             | Koiranen GP         | 12      | 1         | 0              | 1               | 1       | 48     | 11e        |
| 2017   | Formule 2              | Campos Racing       | 20      | 0         | 0              | 0               | 0       | 11     | 19e        |
| 2018   | Formule 2              | MP Motorsport       | 20      | 0         | 0              | 0               | 0       | 17     | 18e        |
| 2019   | Formule 2              | Trident Racing      | 14      | 0         | 0              | 0               | 0       | 3      | 19e        |
| 2020   | Formule 2              | Campos Racing       | 2       | 0         | 0              | 0               | 0       | 0      | 25e        |
| 2021   | Formule 2              | Campos Racing       | 23      | 0         | 0              | 1               | 2       | 59,5   | 10e        |
| 2022   | Formule 2              | Campos Racing       | 16      | 0         | 0              | 0               | 2       | 40     | 15e        |
| 2023   | Formule 2              | Campos Racing       | 26      | 1         | 0              | 0               | 2       | 37     | 16e        |